# Жук, Михаил Фёдорович
Михаи́л Фёдорович Жук (1919—1989) — советский строитель, передовик производства, Герой Социалистического Труда (1971).

## Биография
Родился 24 октября 1919 года в селе Березец на Львовской земле, только что отошедшей к Польше от Западной Украины (ныне Львовский район Львовской области Украины). В 15 лет начал работать в местном колхозе. В 20-летнем возрасте, когда Львовщина перешла к Советскому Союзу, перебрался в Баку, где работал землекопом, а затем поступил на курсы монтажников.
5 марта 1940 года Михаил Жук был принят в контору «Азнефтегазстрой» слесарем третьего разряда. В годы Великой Отечественной войны он участвовал в эвакуации заводов Грозного, Туапсе, вводе в строй заводов в Уфе, Гурьеве, Красноводске, Куйбышеве, Бугуруслане, Ишимбае.
После войны М. Ф. Жук участвовал в строительстве Орского нефтезавода в Оренбургской области, за что в 1948 году был награждён своим первым орденом — «Знаком Почёта», нефтекомплекса в городе Черниковске. Стал бригадиром монтажников. С 1948 по 1955 год работал в Уфе.
В марте 1955 года М. Ф. Жук переехал на строительство Омского нефтекомбината. Работал в Омском монтажном управлении № 1 треста «Сибнефтехиммонтаж». По настоянию первого директора Омского нефтезавода А. М. Малунцева остался на стройке, и семья переселилась в Омск.
Трудовые достижения М. Ф. Жука были отмечены в эти годы орденами Трудового Красного Знамени (1956), Ленина (1966) и почётным званием «Заслуженный строитель РСФСР» (1966).
Указом Президиума Верховного Совета СССР от 7 мая 1971 года Михаилу Фёдоровичу Жуку было присвоено звание Героя Социалистического Труда с вручением ордена Ленина и золотой медали «Серп и Молот».
В 1979 году по состоянию здоровья покинул монтажную площадку, став мастером-наставником ГПТУ № 46 — базовом училище треста «Сибнефтехиммонтаж».
Умер 27 апреля 1989 года на 70-м году жизни. Похоронен на Старо-Северном кладбище (Омск, улица Орджоникидзе, 289). Могила заслуженного строителя М. Ф. Жука была признана 17 октября 1994 года памятником производственной и трудовой деятельности и техники. В музее ГПТУ № 46 выставлена экспозиция, посвящённая Михаилу Фёдоровичу.

### Семья
- Жена — Эмилия Егоровна Жук.
- Дети — Валентина Михайловна Шаронова, Надежда Михайловна Смурыгина, Владимир Михайлович Жук, Елена Михайловна Крючкова.

## Награды и премии
- Герой Социалистического Труда (7 мая 1971 года)
- два ордена Ленина (1966, 1971)
- орден Трудового Красного Знамени (1956)
- орден «Знак Почёта» (1948)
- медаль «За трудовую доблесть» (1952)
- медаль «За трудовое отличие» (1945)
- медаль «За доблестный труд в Великой Отечественной войне 1941—1945 гг.» (1945)
- Заслуженный строитель РСФСР (1966)